# Ond tro
Ond tro är en svensk thrillerfilm från 2010 i regi av Kristian Petri. I rollerna ses bland andra Sonja Richter, Jonas Karlsson och Kristoffer Joner.

## Om filmen
Inspelningen ägde rum mellan den 23 mars och 15 maj 2009 i Göteborg och Uddevalla. Producenter var Johannes Åhlund och Alexander Rönnberg, fotograf Hoyte van Hoytema och manusförfattare Magnus Dahlström. Musiken komponerades av Fredrik Emilson och filmen klipptes av Johan Söderberg. Den premiärvisades 10 september 2010 och är 106 minuter lång.

## Handling
Mona har just bytt jobb och flyttat till stan. På vägen hem från jobbet bevittnar hon ett bestialiskt mord som chockar henne, men som också väcker något inom henne. I samma veva träffar hon Frank som hon inleder ett förhållande med.
Monas fascination av mordet tilltar alltmer och när polisen inte tar henne på allvar bestämmer hon sig för att hitta mördaren själv. Jakten leder till en våldsam uppgörelse både med mördaren och med Monas egen moral.

## Rollista
- Sonja Richter – Mona
- Jonas Karlsson – Frank
- Kristoffer Joner – X
- Sven Ahlström – Stenbeck
- Magnus Krepper – kommissarien
- Mia Alm Norell – granne
- Julia Gry – grannflicka
- Samuel Hellström – kriminalassistent
- Eivin Dahlgren – kriminaltekniker
- Helén Söderqvist – kvinnlig polis
- Anna Bjelkerud – kvinnlig arbetskamrat 1
- Josephine Bauer – kvinnlig arbetskamrat 2
- Pär Luttropp – manlig arbetskamrat
- Martin Östh – misshandlad man 1
- Christer Fjällström – misshandlad man 2
- Henrik Wellern – misshandlad man 3
- Jan Coster – kriminell man 1
- Kristian Lima de Faria – kriminell man 2
- Sverrir Marinosson – Monas far
- Humla Källström – Mona som barn
- Annica Smedius – TV-reporter
- Jörgen Berthage – civilpolis

## Mottagande
Filmen fick ett blandat mottagande och har medelbetyget 2,8/5 (baserat på tolv omdömen) på sajten Kritiker.se, som sammanställer bland annat filmrecensioner. Till de mer positiva hörde Dagens Nyheter och Helsingborgs Dagblad (båda 4/5) och till de mer negativa Kommunalarbetaren och Nerikes Allehanda (båda 1/5).